# Saldo migracji

Saldo migracji – Świat 2008.

Saldo migracji – różnica między napływem (imigracja) a odpływem (emigracja) ludności z danego obszaru w określonym czasie. Liczy się go wzorem: Imigranci minus Emigranci. W statystyce publicznej stosuje się pojęcie Saldo migracji ludności na 1000 osób, które oznacza przyrost/ubytek ludności danej jednostki administracyjnej/kraju na skutek migracji przypadający na 1000 mieszkańców tej jednostki/kraju (wg stanu na połowę badanego okresu).